# 石浜豊蔵
石濱 豊蔵（いしはま とよぞう、1861年 - 1910年）は、日本の実業家。

## 人物
丸石製薬創業者で、石濱純太郎の父。淡路松帆（淡路市）の人。豊蔵の父は広瀬淡窓の咸宜園（大分県日田市）で漢学を、長崎で蘭学を学んだ勝蔵。豊蔵は、オランダ人薬学者のドワルスに製薬法を学んだ西山良造の門に入って製薬業を修得、明治21年（1888年）、大阪淡路町にガレヌス製剤の製造販売会社「丸石商会」を設立、明治35年（1902年）には大阪製薬同業組合初代組長となった。また明治30年（1897年）、10歳の純太郎を泊園書院（現・ 関西大学）に入学させる。
豊蔵の死後、会社は井上治兵衛が引き継ぎ、昭和11年（1936年）丸石製薬株式会社となり現在に至っている。

## 親族
- 石濱純太郎 - 子息 （東洋学者）
- 石濱恒夫 - 孫 （作家、作詞家）
- 石濱紅子 - 曾孫（大阪市立海洋博物館なにわの海の時空館初代館長）
- 石濱匡雄 - 玄孫　（音楽家、シタール奏者）